# Bruce Babbitt

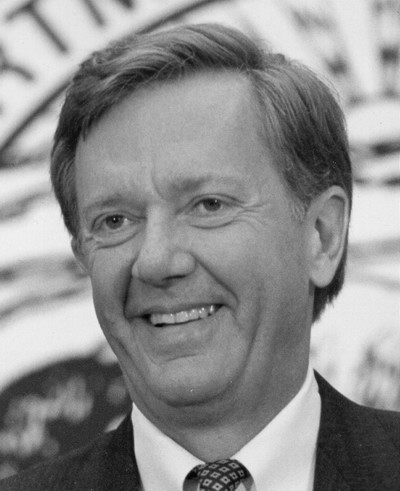

Bruce Edward Babbitt (27 de junho de 1938) é um político norte-americano que foi governador do estado norte-americano do Arizona, no período de 1978 a 1987, pelo Partido Democrata.